# Team Todenhöfer
Team Todenhöfer (offiziell Die Gerechtigkeitspartei – Team Todenhöfer, vormals Team Todenhöfer – Die Gerechtigkeitspartei) ist eine deutsche Kleinpartei, die im November 2020 von Jürgen Todenhöfer gegründet wurde. Sie trat am 26. September 2021 erstmals zur Bundestagswahl (0,5 %), zur Landtagswahl in Mecklenburg-Vorpommern (0,2 %), zur Abgeordnetenhauswahl von Berlin (1,0 %, bei der Wiederholung 0,4 %) und zur Landtagswahl in Nordrhein-Westfalen (0,2 %) an und scheiterte bei allen Wahlen an der Fünf-Prozent-Hürde. Nach der NRW-Landtagswahl im Mai 2022 beantragte die Partei keine Zulassung zu Landes- oder Europawahlen mehr. Zur Bundestagswahl 2025 trat sie nur in zwei von 16 Bundesländern mit Landeslisten an und scheiterte mit 0,05 % noch deutlicher an der Sperrklausel.

## Positionen
Ziele der Partei sind unter anderem die Beendigung aller Auslandseinsätze der Bundeswehr sowie ein Stopp von Waffenexporten in Krisenregionen, Bürokratieabbau (Streichung eines Drittels aller Stellen im Öffentlichen Dienst), die Bekämpfung von Rassismus, Antisemitismus und Fremdenfeindlichkeit, eine Steuersenkung für die Mittelschicht, das Verbot von Großspenden an politische Parteien und der Massentierhaltung. Die Aufnahme von Geflüchteten solle begrenzt werden. Elektroautos werden als „Irrweg“ und „nette Lösung für wohlhabende Leute in Deutschland“ abgelehnt, stattdessen sollen Autos mit Grünem Wasserstoff angetrieben werden. Des Weiteren sollen jährlich eine Million neue Wohnungen gebaut und der Bezug von Elterngeld auf drei Jahre verlängert werden. Durch den Bürokratieabbau im Umfang von 50 Milliarden Euro im Jahr wolle man erreichen, dass die Staatsschulden auch ohne Steuererhöhungen begrenzt werden können.
Außerdem soll die Kirchensteuer abgeschafft werden. Die Partei sah die Bekämpfung der COVID-19-Pandemie in Deutschland mangelhaft und forderte andere Lösungen. Parteivorsitzender Jürgen Todenhöfer sprach sich zudem gegen einen gesellschaftlichen Ausschluss Ungeimpfter aus.
Die Partei fordert eine Beendigung der Unterdrückung der muslimischen Minderheit der Uiguren durch die chinesische Regierung. Die Partei setzte sich im Mai 2022 für einen Stopp der Waffenlieferungen an die Ukraine und für Frieden mit Russland ein. Nach dem Terrorangriff der Hamas auf Israel 2023 nahm Todenhöfer in Köln zusammen mit Querdenkern und Verschwörungsanhängern an einer propalästinensischen Kundgebung teil, in der unter anderem von der Rednerin Bianca Paffenholz verbreitet wurde, dass nur wenige jüdische Familien die Welt dominieren würden. Todenhöfer selbst behauptete, dass man in Deutschland in einer „Meinungsdiktatur“ lebe, und berief sich darauf, auch den Angriff der Hamas auf Israel verurteilt zu haben. Ein Vertreter des NS-Dokumentationszentrums der Stadt Köln kommentierte das Zusammengehen von Corona-Leugnern, Unterstützern bzw. Apologeten der expansiven Außenpolitik Wladimir Putins, Rechtsextremisten, der Basisdemokratischen Partei und Todenhöfers Partei bei dieser Kundgebung damit, „dass Israelhass, der meistens nur [...] Antisemitismus verbirgt, [...] der Klebstoff ist, der diese verschiedenen Gruppierungen zusammenbringt“.

## Geschichte

### Gründung
Zur Gründung der Partei veranstaltete Todenhöfer am Abend des 12. November 2020 zu seinem 80. Geburtstag eine für 1000 Teilnehmer angemeldete Kundgebung am Brandenburger Tor in Berlin, zu der zwei- bis dreihundert Menschen erschienen. Er äußerte hierbei, sich mit der Partei für „ehrlichere Politik“ und eine „gewaltfreie humanistische Revolution“ einsetzen zu wollen.

### Bundestagswahl 2021
Unter dem Titel Unsere Vision für Deutschland veröffentlichte Todenhöfer im Frühjahr 2021 das von ihm allein verfasste Wahlprogramm für die Bundestagswahl im September 2021. Ab April 2021 vermarktete er dessen erweiterte Version als Book-on-Demand (BoD) unter dem Titel Der Aufstand des Anstands. Mein Plan für Deutschland. und gelangte damit auf Platz 8 der BoD-Sachbuch-Bestsellerliste des Buchreports.
Am 8. Juli 2021 wurde die Partei vom Bundeswahlleiter zur Teilnahme an der Bundestagswahl zugelassen. In Sachsen-Anhalt bekam die Partei nicht genügend Unterstützungsunterschriften zusammen und konnte deshalb nicht mit einer Landesliste antreten.

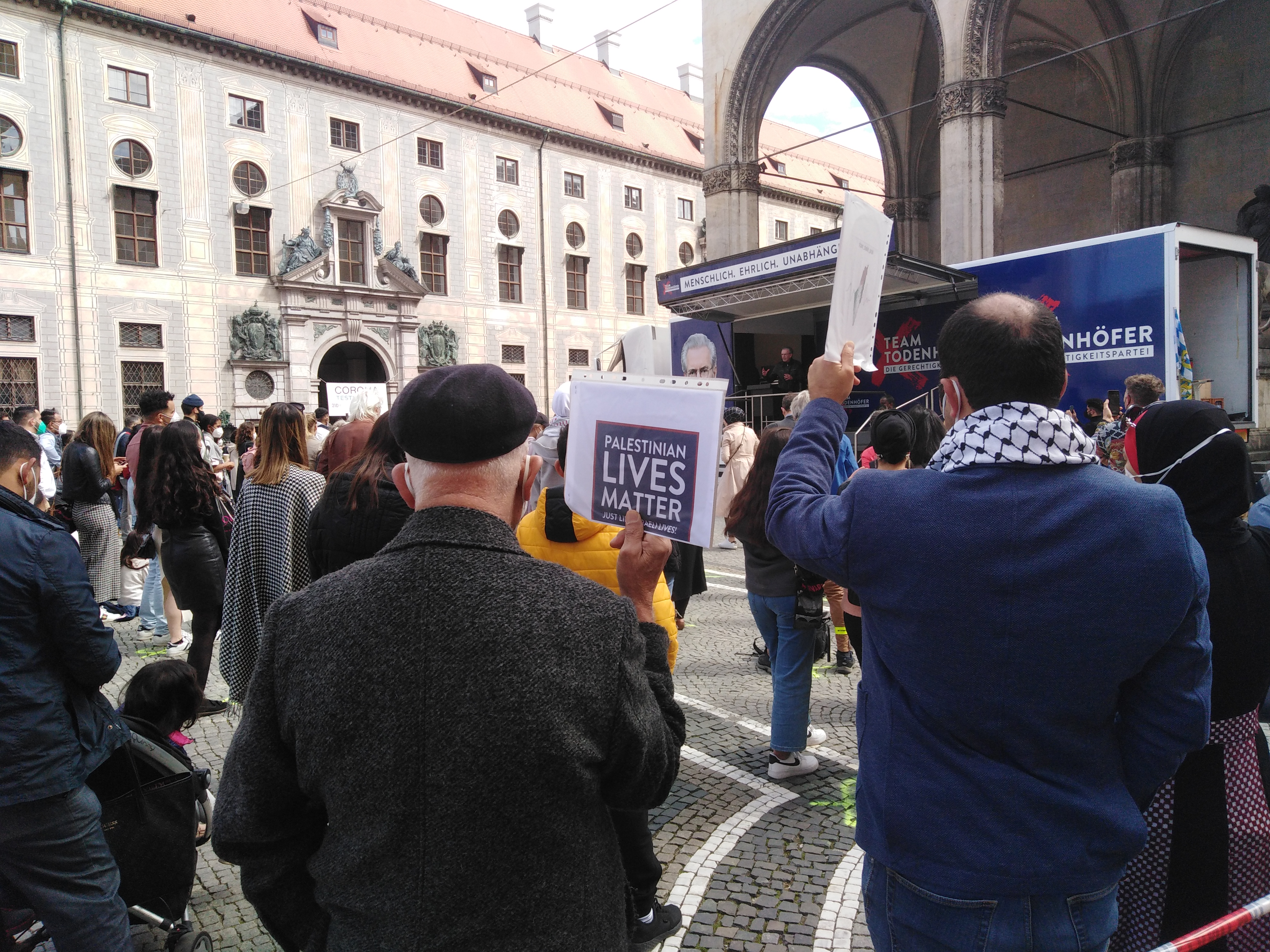
Kundgebung von Team Todenhöfer mit Wahlkampf-Truck am 15. Mai 2021 in München

Im Mai 2021 wählten die Landesvorsitzenden der Partei auf einer Klausurtagung in Offenbach am Main Todenhöfer zum Kanzlerkandidaten der Partei.
Den Wahlkampf zur Bundestagswahl 2021 begann TT mit Kundgebungen in deutschen Städten, darunter Köln (17. April, etwa 250 Teilnehmer – angemeldet und genehmigt waren 550), Berlin (24. April, etwa 200 Teilnehmer) und Hannover (19. Juni, etwa 80 Teilnehmer).
Der deutsch-palästinensische Rapper Massiv bot im Mai 2021 an, sich an Todenhöfers Seite politisch zu engagieren, da sich dieser für Palästina einsetze. Todenhöfer nahm das Angebot an.
Ebenfalls im Mai kündigte Todenhöfer an, aufgrund des wegen der COVID-19-Pandemie nur mit Einschränkungen möglichen Wahlkampfs vor das Bundesverfassungsgericht zu ziehen. Er sah dadurch die Chancengleichheit für alle Parteien beeinträchtigt und behauptete, keinen richtigen Wahlkampf führen zu können. Zuvor hätten Kölner Behörden die Teilnehmerzahl an einer Veranstaltung seiner Partei auf 300 begrenzt. Todenhöfer forderte die Verschiebung der Bundestagswahl auf „Nach-Corona-Zeiten“ oder mehr kostenlose Wahlwerbespots für neuere Parteien im öffentlich-rechtlichen Rundfunk.
Im Juli 2021 gab Todenhöfer seine Direktkandidatur im Wahlkreis München-Ost bekannt, wo er mit 1,3 % das bundesweit beste Erststimmenergebnis seiner Partei erreichte.
Im September 2021 warb der Fußballspieler Mesut Özil für die Partei auf Twitter. Auch der türkische Auslandssender TRT World und die der türkischen Regierung nahestehende deutsche Partei Bündnis für Innovation und Gerechtigkeit (BIG) empfahlen die Wahl von Team Todenhöfer bei der Bundestagswahl 2021.

### Bundestagswahl 2025
TT tritt zur Bundestagswahl 2025 mit Landeslisten nur in Berlin und Nordrhein-Westfalen an. Mit Jürgen Todenhöfer stellt sie den zweitältesten Bundestagskandidaten. Fünf der sechs TT-Wahlkreisbewerber (83%) und 19 der 28 (67%) TT-Listenkandidaten sind männlich, insgesamt sind 73 % aller Wahlkreisbewerber und 65 % aller Listenkandidaten männlich. Für Hessen und Baden-Württemberg wurden Landeslisten zwar bei der Wahlleitung eingereicht, aber nicht zugelassen. TT erreichte mit 24.558 von 49.642.087 gültigen Zweitstimmen knapp 0,05 %.

## Wahlergebnisse

### Übersicht Europa-, Bundes- und Landtagswahlen
|      | Europa | Bund   | NW    | BY    | BW    | NI    | HE    | RP    | SN    | BE    | SH    | BB    | ST    | TH    | HH    | MV    | SL    | HB    |
| ---- | ------ | ------ | ----- | ----- | ----- | ----- | ----- | ----- | ----- | ----- | ----- | ----- | ----- | ----- | ----- | ----- | ----- | ----- |
| 2020 |        |        |       |       |       |       |       |       |       |       |       |       |       |       | n. a. |       |       |       |
| 2021 |        | 0,5 %  |       |       | n. a. |       |       | n. a. |       | 1,0 % |       |       | n. a. |       |       | 0,2 % |       |       |
| 2022 |        |        | 0,2 % |       |       | n. a. |       |       |       |       | n. a. |       |       |       |       |       | n. a. |       |
| 2023 |        |        |       | n. a. |       |       | n. a. |       |       | 0,4 % |       |       |       |       |       |       |       | n. a. |
| 2024 | n. a.  |        |       |       |       |       |       |       | n. a. |       |       | n. a. |       | n. a. |       |       |       |       |
| 2025 |        | 0,05 % |       |       |       |       |       |       |       |       |       |       |       |       | n. a. |       |       |       |

n. a. = nicht angetreten

## Rezeption
Severin Weiland von Spiegel Online ordnete das Team Todenhöfer und die LKR als rechte Randparteien ein, die Konkurrenz für die AfD seien.
Carmela Negrete von der Zeitung Neues Deutschland bezeichnete die geplanten Maßnahmen von Todenhöfers Partei als „Neoliberalismus mit menschlichem Antlitz“ und charakterisierte Team Todenhöfer als „One-Man-Partei“. Als Parteivorsitzender wurde Jürgen Todenhöfer von Tilo Jung für dessen Sendung Jung & Naiv interviewt. In Die Politikanalyse wurden Todenhöfers Antworten und Aussagen von Wolfgang M. Schmitt analysiert und kritisiert.

## Finanzierung
Da die Partei bei der Bundestagswahl 2021 um 0,03 % unter der 0,5%-Grenze lag, nahm sie insoweit nicht an der staatlichen Parteienfinanzierung teil. Daher ist sie auch nicht verpflichtet, Rechenschaftsberichte über die Gesamtheit der Höhe und Art ihrer Einnahmen beim Bundestag zur Veröffentlichung einzureichen. Aufgrund des Ergebnisses bei der Berliner Abgeordnetenhauswahl mit 1,0 % erhielt sie für 2021 dennoch Mittel aus der Parteienfinanzierung. Der dem Berliner Wahlergebnis entsprechende Betrag wurde jedoch auf die Summe ihrer Eigeneinnahmen (Spenden und Beiträge) in Höhe von rund 13.600 EUR begrenzt. Für das Jahr 2021 erwirtschaftete TT ein Minus von rund 3,3 Millionen Euro. 2022 erhielt sie mit 1.751.132 EUR von Todenhöfer selbst die größte Einzelspende, die in dem Jahr an eine deutsche Partei ging. Damit war TT auch zugleich Spitzenreiter beim Empfang von Großspenden: Die zweitplatzierte CDU lag deutlich abgeschlagen auf zusammengerechnet 570.052,50 EUR, allerdings von acht verschiedenen Spendern.